# Yakov Toumarkin
Yakov Yan Toumarkin (hebreiska: יעקב טומרקין) född 15 februari 1992, är en israelisk simmare. 
Toumarkin föddes i Ryssland, men vid ett års ålder flyttade han med sin familj till Ashdod i Israel. Vid ungdoms-OS 2010 i Singapore vann Toumarkin två silvermedaljer på 100 respektive 200 meter ryggsim. Toumarkin var också med och representerade Israel vid Europamästerskapen i kortbanesimning 2010 i Eindhoven, Nederländerna. Vid världsmästerskapen i simsport 2011 tävlade Toumarkin för Israel, där han på distansen 200 meter ryggsim satte nytt israeliskt rekord med tiden 1.58,21, en förbättring av Guy Barneas gamla rekordtid 1.58,99.
Han tog sina första mästerskapsmedaljer på seniornivå vid europamästerskapen i simsport 2012 och debuterade samma år i OS.
Vid olympiska sommarspelen 2020 i Tokyo blev utslagen i försöksheatet i två grenar. Han slutade på 31:a plats på 100 meter ryggsim och på 28:e plats på 200 meter ryggsim.